# NGC 1001
NGC 1001은 페르세우스자리의 나선 은하이다. 겉보기 등급은 14.65이고, 태양으로부터, 2억 2천만 광년 떨어져 있다.